# Richvale
Richvale is een klein plaatsje met ongeveer 250 inwoners in Butte County in Californië in de VS.